# Bhera

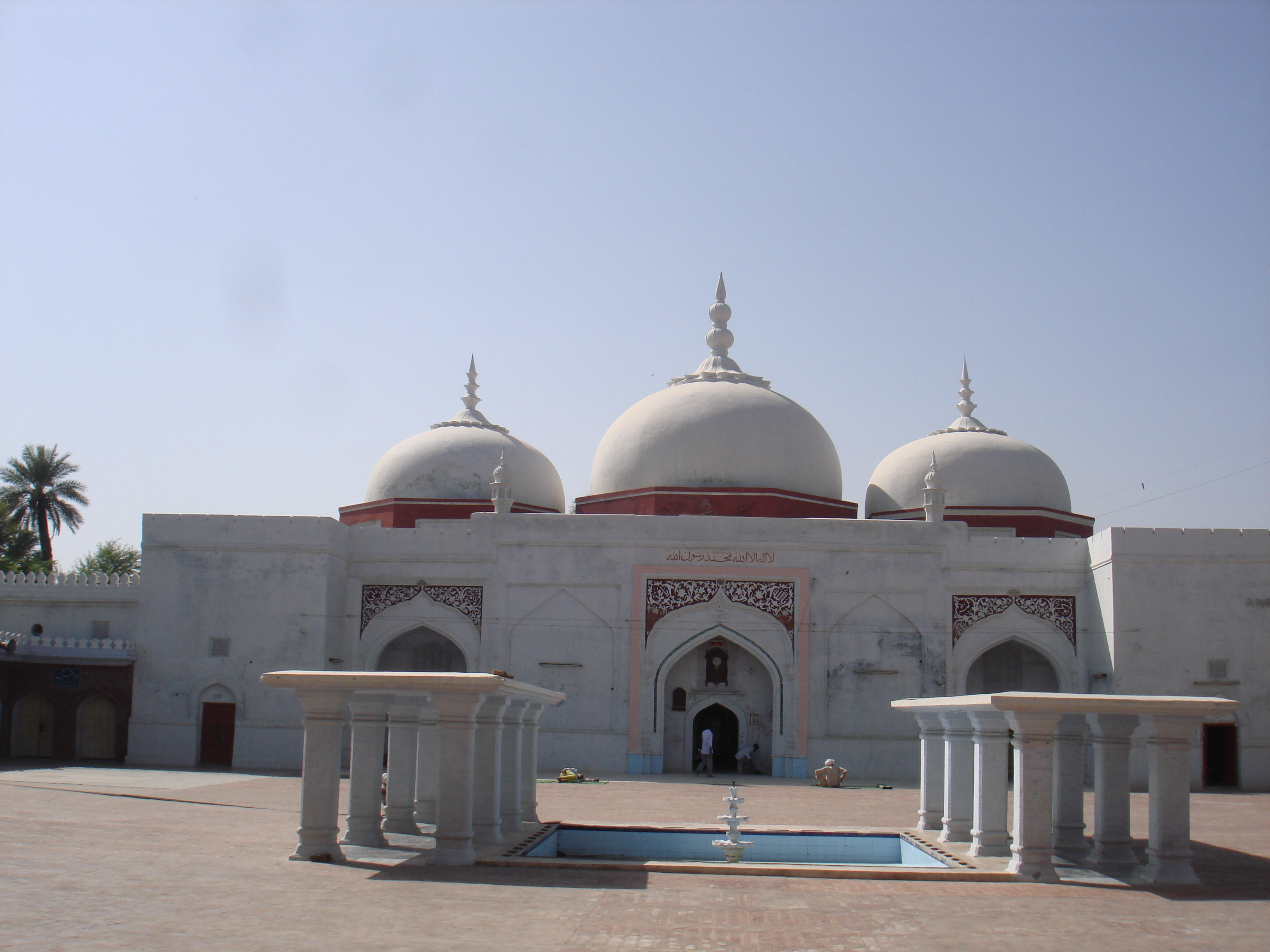
Mesquita principal de Bhera, no Paquistão.

Bhera é uma cidade do Paquistão localizada na província de Punjab.